# 이중슬릿 실험

이중슬릿 실험(영어: Double-slit experiment)은 양자역학에서 실험 대상이 파동인지 입자인지를 구분하는 실험이다. 실험 대상을 이중슬릿 실험 장치에 통과 시키면 그것이 파동이냐 입자이냐에 따라 결과 값이 달라진다. 파동은 회절과 간섭의 성질을 가지고 있다. 따라서 파동이 양쪽 슬릿을 빠져나오게 되면 회절과 간섭이 작용하고 뒤쪽 스크린에 간섭무늬가 나타난다. 반면 입자는 이러한 특성이 없으므로 간섭무늬가 나타나지 않는다. 이 두 가지 상의 차이를 통해 실험 물질이 입자인지 파동인지를 구분한다.

## 이중슬릿 실험의 과학적 의미
이 실험이 최초로 행해진 것은 19세기 초 토머스 영이 광자를 대상으로 한 이중슬릿 실험이었다. 17세기의 뉴턴은 빛이 입자임을 주장하였고 이것은 오랫동안 정설로 여겨졌으나, 이 실험을 통해 간섭이 확인됨으로써 반증되었다. 이 실험 결과는 당시 뉴턴 역학에 큰 영향을 주었으며, 에테르 이론에 바탕을 둔 빛의 파동이론을 촉발하는 계기가 되었다.
아인슈타인의 상대성이론이 발표되고 난 후 1927년 클린턴 데이비슨과 레스터 저머가 전자를 대상으로 이중슬릿 실험을 하여 입자성과 파동성이 동시에 나타날 수 있다는 것을 증명하였다. 이 실험 결과는 당시 입자와 파동을 서로 반대의 성질로 규정하며 양립할 수 없는 것으로 여겼던 물리학적 상식을 흔들어 놓았다. 이것을 설명할 수 있는 새로운 관념과 물리학적 해석이 불가피하였고 그것이 양자론의 탄생으로 결실을 맺는다. 이 역사적 사실들을 통해 이중슬릿 실험이 갖는 중요한 과학적 의미를 확인할 수 있다.

## 영의 이중슬릿 실험
1801년 토머스 영은 광자의 이중슬릿 실험을 통해 간섭현상을 증명해냈다. 이 실험의 방법은 단색광을 단일 슬릿S에 입사시켜 이중 슬릿 S1와 S2를 통과하여 스크린에 나타나는 현상을 관찰하는 것이다. 이때 빛이 입자라면 일정한 무늬가 나타나야 한다. 그러나 실험 결과 파동처럼 간섭무늬가 나타났으며, 이것은 빛이 파동성을 가진 것을 의미한다.
또한 빛의 간섭성을 확인함으로써 빛의 파장을 최초로 구할 수가 있었다. 먼저 스크린 위의 임의의 P점을 잡는다. 이때 S1, S2에서 P에 이르는 경로차가 곧 위상차가 d sinθ 이므로 파장의 정수배로 경로차를 유지한다면 P점에서 보강간섭을 일으킬 것이다. 두 슬릿의 중간점으로부터 P까지의 연장선과 중심축사이의 각도를 θ하고, 중심축에서 P점까지의 거리를 Y로 두면 P점에서 보강간섭을 일으킬 때 경로차인 dsinθ = mλ(m=1,2,3....)이 성립한다. 따라서 이 수식을 이용하여 빛의 파장을 구해낸다

## 전자의 이중슬릿 실험
1927년 클린턴 데이비슨과 레스터 저머는 니켈 결정을 향해 전자빔을 발사하는 실험을 하였다. 실험 방법은 영의 이중슬릿 실험과 동일하다. 다만 단색광 대신에 전자빔을 쪼이는 차이가 있다. 당시에 전자는 입자로 인식하였기 때문에 그림(가)와 같은 무늬가 나타날 것이라 예상하였다. 하지만 실험 결과 그림(다)와 같이 파동의 간섭무늬가 만들어졌다. 이 실험 결과는 뉴턴 역학과 전자기학으로 설명할 수 없는 부분이었다. 후일 보어의 양자론의 탄생으로 이것이 해결된다.

## 같이 보기

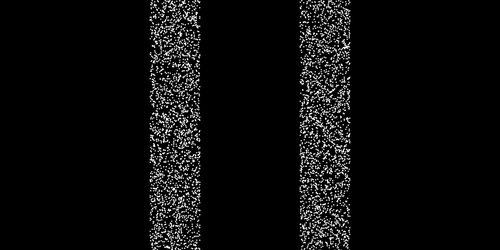
(가)

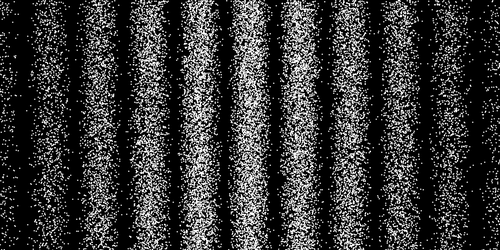
(다)

- 영의 간섭 실험
- 상보성 (물리학)
- 지연선택 양자 지우개
- 물질파
- 슈뢰딩거의 고양이